# Matinée
Matinée és una pel·lícula estatunidenca dirigida per Joe Dante, estrenada l'any 1993. Ha estat doblada al català.

## Argument
La història té lloc el 1962 durant la crisi dels míssils de Cuba, a Key West, a Florida. Lawrence Woolsey, un espavilat productor de pel·lícules de terror, presenta el seu nou film de terror, que posa en pràctica tota mena d'efectes especials en la sala de cinema, aprofitant l'ambient d'histèria general.

## Crítica
"Delirant pretext per a la nostalgia. Goodman, abrasiu"

## Repartiment
- John Goodman: Lawrence Woolsey
- Cathy Moriarty: Ruth Corday / Carole
- Simon Fenton: Gene Loomis
- Omri Katz: Stan
- Lisa Jakub: Sandra
- Kellie Martin: Sherry
- Jesse Lee Soffer: Dennis Loomis
- Lucinda Jenney: Anne Loomis
- James Villemaire: Harvey Starkweather
- Robert Picardo: Howard, el director del teatre
- Jesse White: Mr. Spector
- Dick Miller: Herb Denning
- John Sayles: Bob
- David Clennon: Jack
- Naomi Watts: Starlette fent compres
- Luke Halpin: Home en la multitud

## Al voltant de la pel·lícula
Com sovint al cinema de Joe Dante, el film és trufat de referències al cinema de sèrie B, fins i tot de sèrie Z dels anys 1950 i més particularment és un homenatge a William Castle, que sobretot va ser conegut per posar al punt els procediments a les sales de cinema amb la finalitat de sorprendre el públic i assegurar la publicitat de les seves invencions.
Injustament desapercebuda en sales a la seva estrena, el film es beneficia avui d'una reputació creixent i figura entre els millors films del seu director.